# Arcades du Lac
Die Arcades du Lac sind ein Gebäudeensemble im Pariser Vorort Montigny-le-Bretonneux im Département Yvelines in der Region Île-de-France in Frankreich, das zwischen 1978 und 1982 errichtet wurde. Geplant wurde es vom spanischen Architekten Ricardo Bofill, der auch die Espaces d’Abraxas im Pariser Vorort Noisy-le-Grand entworfen hat.
Die Arcades du Lac sind Teil einer großen Wohnanlage, die aus Sozialwohnungen und Eigentumseinfamilienhäusern besteht. Das Ensemble liegt am Rande eines künstlichen Sees und wird dabei von zwei Achsen durchschnitten, die sich im rechten Winkel zueinander in der Mitte treffen. Die Gebäude herum bilden zum Teil mehrere Hinterhöfe und Hufeisen, wodurch sie an eine Schlossanlage erinnern und sind von Parkanlagen umgeben, die einem Schlossgarten in einfacherer Ausführung nachempfunden sind. Die Nordwest-Südost-Achse reicht bis in den See hinein und endet in dessen Mitte und ist mit sechs hintereinander gelegenen fünfgeschossigen Wohngebäuden bebaut, die jeweils in der obersten Etage miteinander verbunden sind, wodurch sie an ein Viadukt erinnern, oder an das Schloss Chenonceau.
Es befinden sich 389 Wohnungen im Gebäudeensemble.

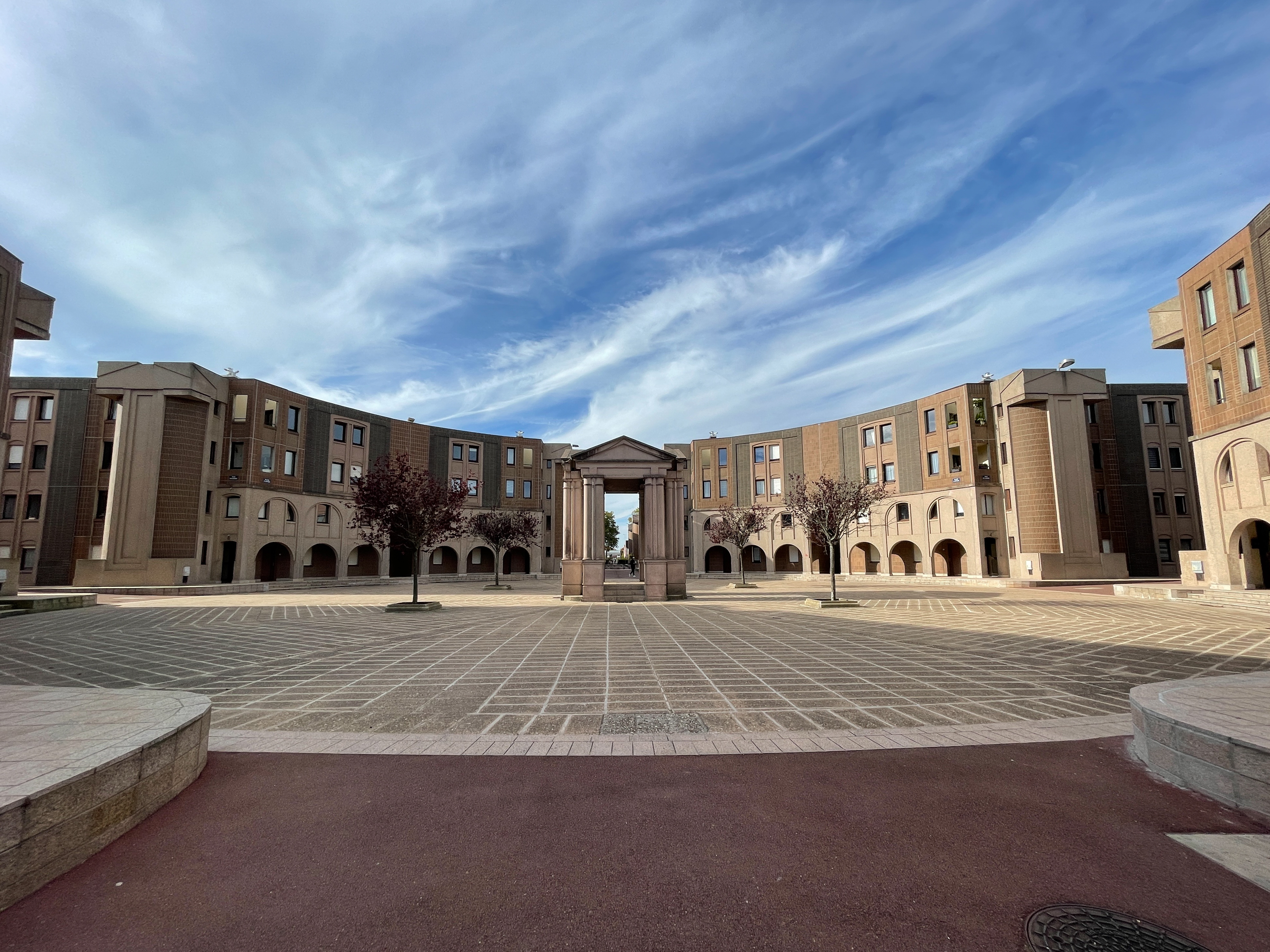
Innenhof der Wohnanlage